# Germaine Golding
Anne Germaine Golding (Digione, 6 giugno 1887 – Boulogne-Billancourt, 14 agosto 1973) è stata una tennista britannica naturalizzata francese.

## Biografia
Giunse alla finale dell'Open di Francia per tre anni consecutivi, nel 1921 abbandonò la partita lasciando vincere Suzanne Lenglen, le successive due competizioni (1922 e 1923) ebbe la stessa avversaria perdendo entrambe le volte, la prima con 6-4, 6-0 la seconda con 6-1, 6-4
Cambiò nazionalità e rappresentando la Francia partecipò ai Giochi della VIII Olimpiade.